# Сант-Анджело-Романо
Сант-Анджело-Романо (італ. Sant'Angelo Romano) — муніципалітет в Італії, у регіоні Лаціо,  метрополійне місто Рим-Столиця.
Сант-Анджело-Романо розташований на відстані близько 25 км на північний схід від Рима.
Населення — 5036 осіб (2014).

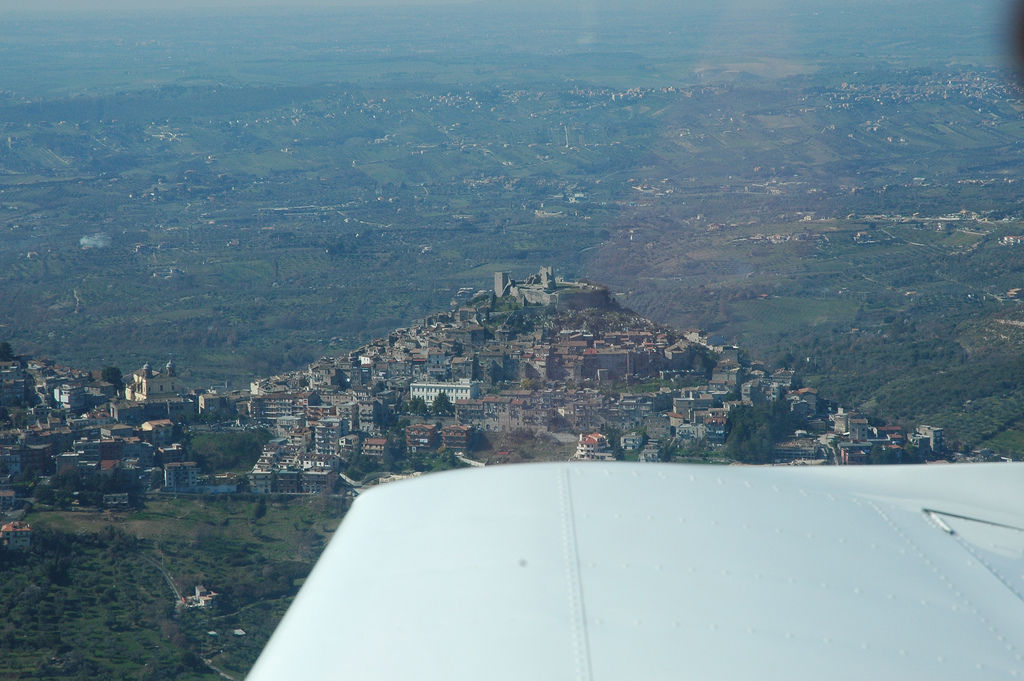

Щорічний фестиваль відбувається 3 лютого. Покровитель — святий Власій.

## Демографія
Населення за роками:

Станом на 1 січня 2023 року в муніципалітеті офіційно проживали 804 іноземці з 44 країн, серед них 603 громадяни країн Євросоюзу та 17 громадян України.

## Сусідні муніципалітети
- Фонте-Нуова
- Гуідонія-Монтечеліо
- Ментана
- Паломбара-Сабіна